# Camilo Jimenez Varón
Camilo Hernando Jiménez Varón (Manizales, Colombia; 5 de diciembre de 1981). Su padre y madre, filósofos, eran profesores. Se traslada a Bogotá a los diez años de edad y allí termina su secundaria para entrar a la Universidad Nacional a estudiar Filosofía, carrera de la que es egresado cursando como área menor dramaturgia y guion cinematográfico.

## Trayectoria
Antes de graduarse como profesional obtiene su primer trabajo en una cadena de televisión como investigador y escritor de programas non-scripted, área en la que se especializa primero como libretista y luego como post productor, llegando así a convertirse en director de formatos de reality show y concursos para Fox Colombia. Combinando su trabajo como director de realities, profesor universitario y escritor de libros de texto para niños, se dedica al modelaje y a la actuación en diferentes proyectos. Continúa su carrera en la televisión como director, productor y editor de programas como Cocineros al límite, Reto al Chef y Lucha de Reinas. 
En 2014 decide retirarse del mundo de la televisión de no ficción para entregarse a sus proyectos como director. Se traslada a Los Ángeles (USA). En 2015 monta su primera obra de teatro TV or not TV, protagonizada por Luigi Aycardi y Tatiana Rentería, que participa en el Festival Iberoamericano de Teatro de Bogotá. 
En 2016 produce su primera obra cinematográfica Estamos para colaborarle de la que también es escritor y director, después de publicada Camilo decide dedicarse de lleno a la actuación obteniendo papeles en telenovelas como Paraiso Travel y Alias JJ, pero fue la serie de Netflix “Distrito Salvaje” en la que obtuvo el reconocimiento que lo llevaría a otras producciones como Frontera Verde (Neflix), Mil Colmillos (HBO) y La Reina de Indias y el Conquistador (Netflix). 
En 2019 diseña y dirige Pulsarmanía Challenge 2019, un reality de motociclistas acróbatas para Fox Sports. Más tarde ese año se radica en Los Ángeles con la intención de buscar la financiación de su largometraje La Sangre en el Filo del que pretende ser también director. 
En 2022 inicia las grabaciones de la serie Griselda, producida por Netflix en Los Ángeles, en la que obtiene el icónico rol de Rafa Salazar, el enemigo natural de la protagonista.

## Filmografía
- Griselda (2024).[3]
- Distrito Salvaje (2018).[4]
- Mil Colmillos (2021).[5]
- Alias JJ (2017).[6]
- Paraíso Travel (2018).[7]
- Frontera Verde (2019).[8]
- La Reina de Indias y el Conquistador (2020).[9]